# 4771 Hayashi
A 4771 Hayashi (ideiglenes jelöléssel 1989 RM2) a Naprendszer kisbolygóövében található aszteroida. Janai Maszajuki és Vatanabe Kazuró fedezte fel 1989. szeptember 7-én.